# Tállya
Tállya är en ort i Ungern.   Den ligger i provinsen Borsod-Abaúj-Zemplén, i den nordöstra delen av landet, 180 km öster om huvudstaden Budapest. Tállya ligger 182 meter över havet och antalet invånare är 2 169.
Terrängen runt Tállya är kuperad österut, men västerut är den platt. Runt Tállya är det ganska tätbefolkat, med 75 invånare per kvadratkilometer. Närmaste större samhälle är Szerencs, 8,3 km söder om Tállya. Trakten runt Tállya består till största delen av jordbruksmark.